# Torpedo-Zwergbuntbarsch
Der Torpedo-Zwergbuntbarsch (Taeniacara candidi Myers, 1935) ist eine Art aus der Familie der Buntbarsche (Cichliden). Er ist monotypisch in der Gattung Taeniacara und stellt somit den einzigen Vertreter unter den Zwergbuntbarschen dieser Gattung dar. Sein natürlicher Lebensraum ist in Südamerika, der Rio Negro, Rio Tefe und der Rio Tapajós bis zum Oberlauf des Rio-Branco.

## Merkmale
Taeniacara candidi ist durch seine schlanke Erscheinung ein ausgesprochen grazil und anmutend wirkender Zwergbuntbarsch. Die Männchen können eine Größe von 7 cm erreichen, die Weibchen werden etwa 5 cm groß. Beim Männchen ist die Schwanzflosse spatenförmig und endet lang ausgezogen in zwei Spitzen. Die Brustflossen sind verlängert und reichen weit bis zur Afterflosse.
Seine Körperzeichnung zeigt einen schwarzen Grundstreifen, der am Auge beginnt und rundlich im Schwanzstiel endet. Sein Farbkleid in der Schwanz-, Rücken- oder Afterflosse besitzt oft einen Schatten aus blau, rot, gelb und braun teilweise mit einem weißen Saum. Die Weibchen zeigen nicht die prächtigen Farben der Männchen und die Schwanzflosse ist deutlich kürzer. Im Kiemendeckelbereich zeigt sich oft ein irisierendes Türkisblau mit einem Verlauf bis zum Auge. Taeniacara candidi ist einer der schönsten Zwergbuntbarsche Amazoniens.

## Fortpflanzung
Taeniacara candidi ist ein maternaler Haftlaicher, der sein Gelege an die Höhlendecke klebt. Dort kümmert sich das Weibchen alleine um den Nachwuchs, während das Männchen die Revierverteidigung übernimmt. Die Gelegegröße kann bis zu 100 Eier betragen, aus denen nach etwa 36 bis 72 Stunden die Larven schlüpfen. In Abhängigkeit zur Temperatur schwimmen die Jungfische nach weiteren 7 bis 10 Tagen frei und werden vom Weibchen geführt. Die Art lebt in ihrem natürlichen Biotop in sehr sauren Wasserwerten. Die subandinen Weißwasserflüsse weisen maximale Härtegrade bis 15 °dGH auf bei Leitwerten von unter 200µS/cm.
- einen pH-Wert von 5,0 bis 6,0
- einen Gh-Wert von 2°d
- eine Temperatur von 25 bis 27 °C
- einen Leitwert 50µS/cm bis 100µS/cm

## Ernährung
Die Art gilt als carnivor und ernährt sich von Würmern, Wasserflöhen und ähnlichen.